# Ravi Kumar Katulu
Ravi Kumar Katulu (ur. 24 kwietnia 1988) – indyjski sztangista. Olimpijczyk z Londynu 2012, gdzie zajął piętnaste miejsce w kategorii 69 kg. Dziewiętnasty na mistrzostwach świata w 2011. Piąty na igrzyskach azjatyckich w 2010 i dziesiąty w 2014. Czwarty na mistrzostwach Azji w 2011; szósty w 2009 i 2012. Mistrz igrzysk wspólnoty narodów w 2010 i wicemistrz z 2014 roku.
W roku 2011 został laureatem nagrody Arjuna Award.